# Liste der Naturdenkmäler in Echzell
Die Liste der Naturdenkmäler in Echzell nennt die auf dem Gebiet der Gemeinde Echzell, im Wetteraukreis (Hessen), gelegenen Naturdenkmäler. Sie sind nach dem Hessischen Gesetz über Naturschutz und Landschaftspflege (Hessisches Naturschutzgesetz – HAGBNatSchG) § 12 geschützt und bei der unteren Naturschutzbehörde des Wetteraukreises eingetragen. Die Liste entspricht dem Stand vom 1. Januar 2014.
| Bild                          | Bezeichnung              | Ortsteil, Lage                                                                                              | Beschreibung | Art         | Nr.     |
| ----------------------------- | ------------------------ | --- | --- | ----------- | ------- |
| mehr Fotos \| Fotos hochladen | 2 Säuleneichen           | Bingenheim, Flur 7, Flurstück 9/5 (VO): Flur 1 Flurstück 9/5 (tatsächlich) 50° 22′ 21,2″ N, 8° 53′ 44,9″ O  | Säuleneichen im Kirchhof der Evangelischen Kirche (KD). Schutzgrund: ortsbildprägend. | Säuleneiche | 440.146 |
| mehr Fotos \| Fotos hochladen | Linde am Brunnen         | Bingenheim, Flur 1, Flurstück 486/1 50° 22′ 19,9″ N, 8° 53′ 45,2″ O                                         | Linde gegenüber der Kirche im Kreuzungsbereich. Schutzgrund: ortsbildprägend. | Linde       | 440.140 |
| mehr Fotos \| Fotos hochladen | 4 Eichen                 | Bingenheim, Flur 15, Flurstück 4/2 (VO): Flur 15, Flurstück 4/3 (tatsächlich) 50° 22′ 41″ N, 8° 54′ 51,2″ O | Eichen am Waldrand, Forstabteilung 5 B. Schutzgrund: mächtige Altbäume. | Eiche       | 440.147 |
| mehr Fotos \| Fotos hochladen | Lutherlinde              | Bisses, Flur 1, Flurstück 41 50° 23′ 46,3″ N, 8° 54′ 24,5″ O                                                | Linde im Kirchhof der Evangelischen Kirche (KD) an der Georgenstraße (Burggraben). Gepflanzt am 10. November 1883 zum 400. Jahrestag der Geburt Luthers. Schutzgrund: Einzelbaum, ortsbildprägend. | Linde       | 440.016 |
| mehr Fotos \| Fotos hochladen | 2 Linden am Ehrendenkmal | Echzell, Flur 1154, Flurstück 1 50° 23′ 29,8″ N, 8° 53′ 0,8″ O                                              | Linden beiderseits des Ehrenmals für die Gefallenen des Deutsch-Französischen Krieges (1870/71) in der Lindenstraße. Schutzgrund: ortsbildprägend.                                                 | Linde       | 440.115 |
| mehr Fotos \| Fotos hochladen | Eiche am Stockborn       | Gettenau, Flur 8, Flurstück 47 50° 23′ 0,7″ N, 8° 53′ 37,7″ O                                               | Eiche am Horloff-Flutbach. Schutzgrund: Weithin sichtbarer großer landschaftsprägender Einzelbaum mit schönem Kronenwuchs.                                                                         | Eiche       | 440.303 |